# الحركة الجمهورية الشعبية
الحركة الجمهورية الشعبية (بالفرنسية: Mouvement républicain populaire)‏، حزب سياسي فرنسي، تأسس عام 1944 من قبل جورج بيدو وحل في 1967، يقع مقره في الدائرة السابعة في باريس.

## أعضاء بارزون
- كود سباركل
- تحديث القائمة

- روبير شومان (سياسي فرنسي)
- أبي بيار
- آلان بوهر (1946 - 1966)
- جورج بيدو
- Barthélemy Boganda
- Pierre Pflimlin
- Robert Buron
- موريس شومان
- Marc Sangnier
- Jean Lecanuet